# Valérie Gomez-Bassac
Valérie Gomez-Bassac, née le 16 juillet 1969 à Valenciennes, est une personnalité politique française.
Membre de La République en marche, elle est députée de la sixième circonscription du Var de 2017 à 2022.

## Biographie

### Vie professionnelle
Avocate spécialisée en droit des affaires au sein d’un cabinet toulonnais depuis 2011 elle se fait omettre du barreau de Toulon en 2017, à la suite de son élection. Maître de conférences à l'UFR de droit de l’université de Toulon depuis 2009,.
Depuis 2022, Valerie Gomez-Bassacs’est réinscrite au barreau de Toulon, elle exerce en qualité d’avocate associée au Cabinet SPE VBG et associés SARL.

### Députée de laXVelégislature
Valérie Gomez-Bassac est élue députée dans la 6e circonscription du Var pour La République en marche sous la XVe législature.
À partir de 2019, elle est porte-parole du groupe LREM à l'Assemblée.

### Décoration
- Chevalier de la Légion d'honneur le 14 juillet 2023[5].